# Stožecké sedlo
Stožecké sedlo (auch Šébr, deutsch Schöbersattel), 602 m n.m., ist ein Pass im Lausitzer Gebirge (Lužické hory) in Tschechien. Er befindet sich in der Einsattelung zwischen den Bergen Pěnkavčí vrch (Finkenkoppe) und Stožec (Schöber). Heute überquert die frühere Kaiserstraße als überregionale Fernstraße Silnice I/9 von Prag nach Rumburk am Stožecké sedlo das Lausitzer Gebirge.

## Geschichte
Im Jahr 1805 wurde die Straße über den Pass gebaut, um das Böhmische Niederland besser an das Landesinnere anzubinden. Vorläufer dieser Straßenverbindung war die Alte Prager Straße, auch Leipische Straße, welche jedoch weiter westlich direkt am Tollenstein vorbeiführte. In den Jahren 1981–83 wurde die Straße am Stožecké sedlo dreispurig ausgebaut.

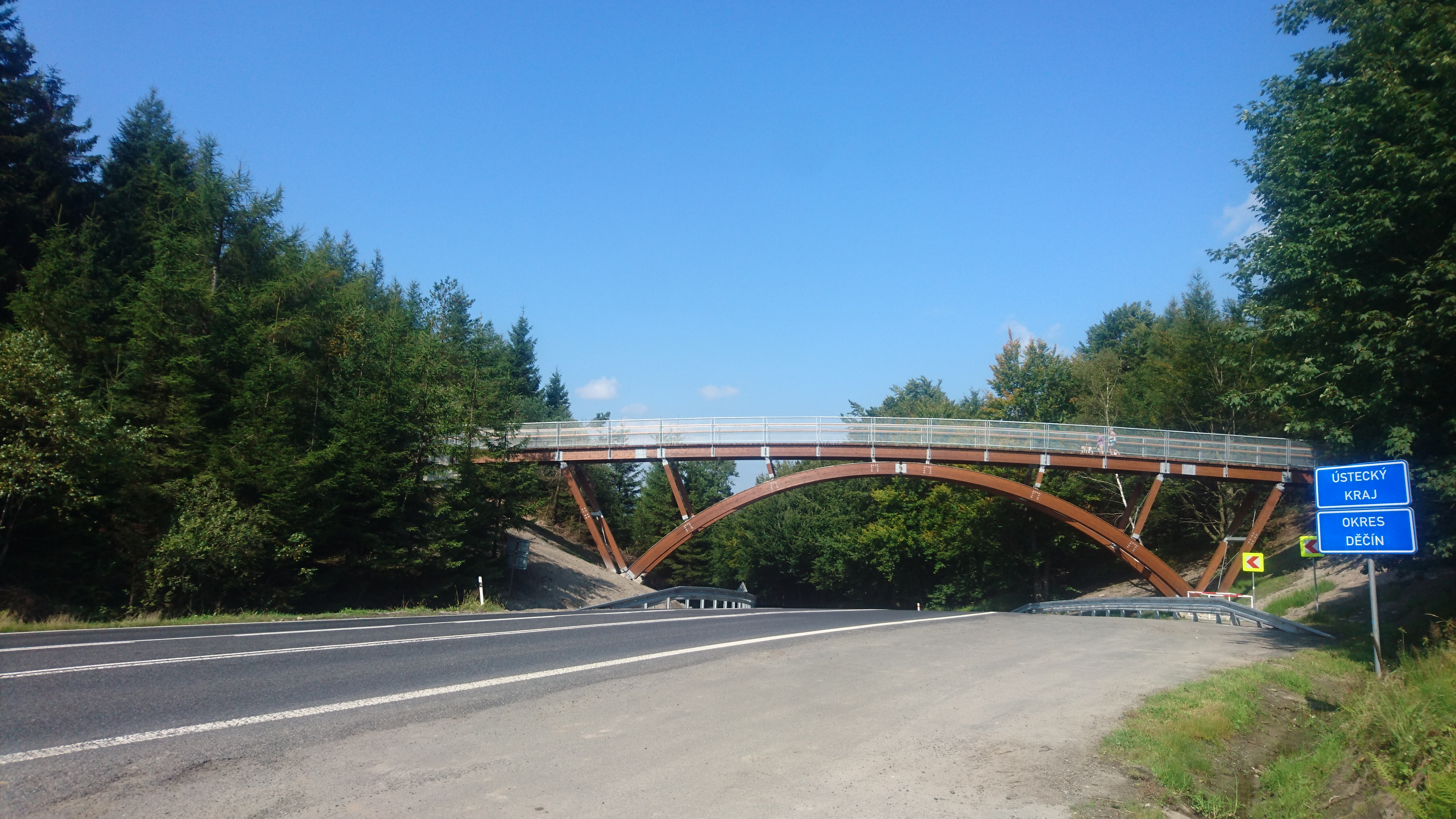
Schöbersattel mit neuer Touristenbrücke im September 2021.

Direkt am Pass befindet sich ein Parkplatz, der als Ausgangspunkt für Wander- und Skitouren im Lausitzer Gebirge dient. Um die Sicherheit von Fußgängern, Radfahrern und Skiläufern bei der Überquerung der stark befahrenen Straße mit ihrer unübersichtlichen Kurvensituation zu erhöhen, wurde ab August 2020 eine Brücke über die Straße am Pass errichtet. Der Brückenträger besteht aus Holz. Die Widerlager aus Beton wurden im Mai, die gesamte Brücke im August 2021 fertiggestellt und nach dem Politiker und Initiator des Baus, Josef Zoser, Cozrovka benannt.

## Schöberbergrennen

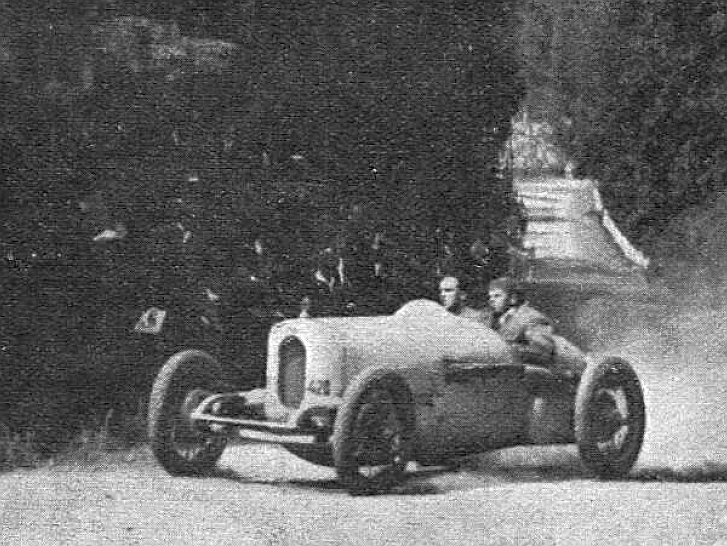
Jindřich Knapp auf Walter 0 beim Schöberbergrennen (1924)

In den Jahren 1921 bis 1928 wurde hier das „Schöberbergrennen“ durchgeführt. Es gilt als eine der drei ältesten Motorsportveranstaltungen in Tschechien.
Die Rennstrecke verlief auf der Fernstraße Nr. 9 von der Kreuzung „Na Mýtě“ (412 m) in Jiřetín pod Jedlovou (Sankt Georgenthal) bis zum Schöbersattel (Stožecké sedlo, 602 m) auf einer Länge von vier Kilometern. Veranstalter war der „Nordböhmische Kraftfahrerbund“, Mitbegründer des Rennens war Alfred Hielle (1875–1949) aus Krásná Lípa (Schönlinde), Mitinhaber der Firma Hielle & Dittrich. Das Rennen wurde in folgenden Klassen durchgeführt: Fahrräder mit Hilfsmotor, Motorräder, Tourenwagen und Rennwagen.